# Poeciloptila falcata
Poeciloptila falcata är en nattsländeart som beskrevs av Schmid 1991. Poeciloptila falcata ingår i släktet Poeciloptila och familjen stenhusnattsländor. Inga underarter finns listade i Catalogue of Life.